# Escards de la Font del Comí
Els Escards de la Font del Comí és una cinglera del terme municipal de Conca de Dalt, al Pallars Jussà, en el territori de l'antic terme d'Hortoneda de la Conca, dins del territori de l'antiga caseria dels Masos de la Coma.
Estan situats al nord de la Font del Comí, al vessant septentrional de la Serra de Boumort, en el límit meridional de la Coma d'Orient. Són al sud de l'Obaga de la Coma, de la Canalada, la Canal del Peter i la Canal del Pou de Gel, 